# Lalkuan
Lalkuan là một thị xã và là một nagar panchayat của quận Nainital thuộc bang Uttaranchal, Ấn Độ.

## Nhân khẩu
Theo điều tra dân số năm 2001 của Ấn Độ, Lalkuan có dân số 6524 người. Phái nam chiếm 55% tổng số dân và phái nữ chiếm 45%. Lalkuan có tỷ lệ 70% biết đọc biết viết, cao hơn tỷ lệ trung bình toàn quốc là 59,5%: tỷ lệ cho phái nam là 76%, và tỷ lệ cho phái nữ là 62%. Tại Lalkuan, 17% dân số nhỏ hơn 6 tuổi.